# Jericho Appreciation Society
A Jericho Appreciation Society é uma facção de wrestling profissional formada na promoção americana de wrestling profissional All Elite Wrestling (AEW), criada e liderada por Chris Jericho. O grupo também é composto por Jake Hager, Angelo Parker, Matt Menard, Daniel Garcia, Anna Jay, Sammy Guevara e Tay Conti. A gimmick do grupo usa as referências de "entretenimento esportivo", termo usado pela WWE, onde Jericho lutou anteriormente de 1999 a 2018.

## História
As origens do grupo vêm do grupo original de Chris Jericho conhecido como The Inner Circle, com Jericho e Jake Hager sendo companheiros de equipe durante a existência do grupo, assim como Sammy Guevara, Santana e Ortiz. No início de 2022, Jericho começou a ter uma série de desentendimentos com Santana e Ortiz, como resultado da rivalidade de Jericho com Eddie Kingston, de quem Santana e Ortiz eram bons amigos, com Santana e Ortiz hesitantes ficar ao lado de Jericho.
Após a derrota de Jericho para Kingston no Revolution, Jericho se recusou a apertar a mão de Kingston. No episódio de 9 de março do Dynamite, Jericho fingiu querer apertar a mão de Kingston, apenas para atacá-lo tornando-se um heel no processo, com a ajuda de Hager, 2.0 (Angelo Parker e Matt Menard) , e Daniel Garcia, Jericho também atacou Santana e Ortiz, e posteriormente declarou o fim do Inner Circle e a criação da Jericho Appreciation Society.
Na semana seguinte, Jericho afirmou que os fãs e o Inner Circle não o apreciavam, e que Eddie Kingston o envergonhou ao fazê-lo desistir em sua luta. Ele então apelidou o seu grupo como "artistas esportivos" que espancavam "pro-wrestlers". No episódio de 11 de maio do Dynamite , Kingston junto com Santana e Ortiz, uniram-se ao Blackpool Combat Club (William Regal, Bryan Danielson, Jon Moxley e Wheeler Yuta) para lutar contra a Jericho Appreciation Society. Na semana seguinte, Kingston concordou em se juntar a Moxley e Danielson, junto com Santana e Ortiz, para lutar contra a Jericho Appreciation Society em uma Anarchy in the Arena no Double or Nothing, na qual a Jericho Appreciation Society saiu vitoriosa. Em 15 de junho no Road Rager, Jericho derrotou Ortiz em uma luta Hair vs. Hair após interferência do ex-membro do Inner Circle Sammy Guevara, que se juntou ao grupo junto com sua noiva, Tay Conti. Em 20 de julho no Fyter Fest, Anna Jay se juntou ao grupo depois de atacar Ruby Soho e permitir que o JAS ajudasse Jericho a derrotar Kingston em uma "Barbed Wire Everywhere Deathmatch".

## Membros
| * | Membros fundadores |
| L | Líder              |

| Membro        | Membro | Entrada             |
| ------------- | ------ | ------------------- |
| Chris Jericho | *L     | 9 de março de 2022  |
| Jake Hager    | *      | 9 de março de 2022  |
| Angelo Parker | *      | 9 de março de 2022  |
| Matt Menard   | *      | 9 de março de 2022  |
| Daniel Garcia | *      | 9 de março de 2022  |
| Sammy Guevara |        | 15 de junho de 2022 |
| Tay Conti     |        | 15 de junho de 2022 |
| Anna Jay      |        | 20 de julho de 2022 |

## Subgrupos
| Nome                        | Membros                   | Período       | Tipo  |
| --------------------------- | ------------------------- | ------------- | ----- |
| Angelo Parker e Matt Menard | Angelo Parker Matt Menard | 2020–presente | Dupla |